# Houmt Souk
Houmt Souk (حومة السوق in arabo) è una città della Tunisia, nel governatorato di Médenine, capoluogo  dell'isola di Gerba.